# Corethrobela melanophaes
Corethrobela melanophaes är en fjärilsart som beskrevs av Turner 1908. Corethrobela melanophaes ingår i släktet Corethrobela och familjen nattflyn. Inga underarter finns listade i Catalogue of Life.